# شانه‌ماهی درازتیغ
شانه‌ماهی درازتیغ (نام علمی: Zaniolepis latipinnis) نام یک گونه از سرده شانه‌ماهی است.